# 孙斌勇
孙斌勇（1976年11月—），男，浙江舟山人，中国数学家，现任浙江大学数学高等研究院教授、博士生导师，2019年當選爲中國科學院數學物理學部院士。

## 生平
1976年出生于浙江舟山。1999年毕业于浙江大学。2004年毕业于香港科技大学。2011年任中国科学院数学与系统科学研究院研究员。